# Njogu Touray
Njogu Touray (* 5. April 1960 in Serekunda-Latri Kunda, Britisch-Gambia) ist einer der bekanntesten zeitgenössischen bildenden Künstler aus Gambia.

## Leben und Wirken
Touray ist Autodidakt, der nie eine Kunstschule besuchte. Als Sohn eines Schreinermeisters begann er als Kind mit den verschiedensten Materialien zu basteln, die sich in der Umgebung und am Strand fanden, unter anderem Sand und Muscheln. In seiner Jugend fertigte er Laternen für den Fanal-Umzug und verschiedenste afrikanische Masken, die für diverse kulturelle Festivitäten benutzt werden. Später fertigte er Dekorationen für den Haushalt an.
Später betrieb er ab 2005 eine eigene Galerie in Serekunda-Latri Kunda an der Kairaba Avenue namens Sakura Art Studio – ‘Tahalart’ (Tahalart = Wolof angefärbt oder Kunst machen). Seit den späten 1980ern stellte er seine Werke in Einzelausstellungen weltweit aus, neben im Senegal auch in Galerien in den Vereinigten Staaten und Europa. Von 2003 bis 2005 beschäftigte er sich in seinen Werken mit der Rolle der Frauen in der gambischen Gesellschaft. 2004 wurde er in Malaysia mit dem Best Poster Design ausgezeichnet. Zusammen mit Baboucarr Etu Ndow wurde Touray beauftragt, zum Gipfel der Afrikanischen Union im Jahr 2006, für jede der 52 Unterkünfte der Gäste Gemälde zu erstellen. Von Staatspräsident Jammeh erhielt Touray 2007 den Auftrag, ein Werk für die Residenz des Präsidenten zu erstellen.
In Gambia engagiert er sich als Umwelt-Aktivist und arbeitet mit Kindern und führt sie an die Kunst heran.

## Werk
Seine Arbeiten sind reichhaltig und mit lebendigen Farben gestaltet. Dabei kombiniert er Materialien, die er aus der Natur entnimmt. Sein Stil ist ähnlich dem von Etu. Für seine Arbeit wählt er gesellschaftliche Themen, wie dem Kampf für Freiheit in Südafrika und der Rolle der Frauen in Gambias Gesellschaft. Seine Motive beziehen sich auf afrikanische, aber auch auf weltweite Anliegen: So thematisiert er Umweltprobleme, Promiskuität und AIDS und greift dabei auch die westlichen Heuchelei bei der Herkunft der Viren an. Er nimmt aber auch aktuelle Themen auf. In dem Gemälde I woke up one morning (July 30th 1981) nimmt er Stellung zu einem Staatsstreich in Gambia. Viele seiner Bilder sind aber auch als reine experimentelle Form- und Farbspiele zu sehen.

## Ausstellungen
Eine Auswahl:
- 1987 – Commonwealth Institute, London
- 2002 – Colours Of Africa – Contemporary Perspectives Oregon, USA
- 2007 – Women in African Art, Sankaranka Gallery, New York, USA